# Округ Декејтур (Канзас)
Округ Декејтур (енгл. Decatur County) је округ у америчкој савезној држави Канзас. По попису из 2010. године број становника је 2.961. Седиште округа је град Оберлин.

## Демографија
Према попису становништва из 2010. у округу је живело 2.961 становника, што је 511 (14,7%) становника мање него 2000. године.
| Група             | 2000.         | 2010.         |
| Белци             | 3.385 (97,5%) | 2.869 (96,9%) |
| Афроамериканци    | 18 (0,5%)     | 17 (0,6%)     |
| Азијати           | 5 (0,1%)      | 7 (0,2%)      |
| Хиспаноамериканци | 34 (1,0%)     | 30 (1,0%)     |
| Укупно            | 3.472         | 2.961         |